# Agustín Codazzi (paroisse civile)
Pour les articles homonymes, voir Agustin Codazzi et Codazzi.
Agustín Codazzi est l'une des quatre paroisses civiles de la municipalité de Francisco Javier Pulgar dans l'État de Zulia au Venezuela. Sa capitale est La Ceibita.

## Odonymie
La paroisse civile est nommée en l'honneur de l'explorateur et géographe italien Agostino Codazzi (1793-1859), dont le nom espagnol est Agustín Codazzi, qui a également donné son nom à la paroisse civile de Codazzi dans la municipalité de Pedro Camejo dans l'État d'Apure ainsi qu'à la municipalité d'Agustín Codazzi dans le département de Cesar en Colombie.